# Walker, Texas Ranger: Feuertaufe
Walker Texas Ranger Feuertaufe (Originaltitel: Walker, Texas Ranger: Trial by Fire) ist ein US-amerikanischer Fernseh-Action-Thriller aus dem Jahr 2005 mit Chuck Norris in der Hauptrolle des Rangers Cordell Walker. Die Regie führte Chucks jüngerer Bruder Aaron Norris. Es handelt sich um eine Fortsetzung der Fernsehserie Walker, Texas Ranger.

## Handlung
Der Film behandelt zwei verschiedene Fälle, in denen Captain Cordell Walker, Mitglied der Texas Ranger, einer Elite-Einheit der Polizei in der Großstadt Dallas, ermittelt. Zum einen wird aus einem geheimen Labor der Regierung ein Mikrochip gestohlen, der versehentlich in die Hände eines 13-jährigen Jungen gerät. Dieser wird nun von einem nordkoreanischen Verbrechersyndikat gejagt. Zum anderen wird Cordells Partner Rhett Harper in einen Doppelmord verwickelt und gerät zwischen die Fronten des Imperiums. Cordell muss sich auf beide Fälle konzentrieren. Fieberhaft versucht er seinen Partner zu entlasten und findet tatsächlich Indizien, die für ein Komplott sprechen. Diese werden jedoch von der Anklage nicht anerkannt und scharf kritisiert. Gegen Ende gelingt es Cordell die Koreaner zu besiegen und den Microchip wieder zu beschaffen. Zusammen mit der Gerichtsmedizinerin Kay McCord gelingt es ihm dann den Fall um Rhett aufzudecken: Garret Evans war es, der den Doppelmord inszeniert hatte, um sich an Rhett zu rächen. Er behauptet Rhett habe seine Schwester am College angeblich verführt und in den Suizid getrieben. Als Rhett als freier Mann das Gericht verlassen will, wird er von einem Bankräuber angeschossen, dessen Sohn er vorher im Dienst erschossen hatte. Dabei wird auch Alex Cahill, Staatsanwältin, getroffen – es bleibt unklar mit welchen Folgen.

## Hintergrund
Walker, Texas Ranger: Feuertaufe entstand vier Jahre nach Abschluss der Serie und wurde von Paramount Network Television produziert. An der Produktion beteiligten sich Chuck und Aaron Norris sowie der Schauspieler Leslie Greif als ausführende Produzenten. Der Film wurde am 16. Oktober 2005 als Movie of the Week (dt.: „Film der Woche“) auf dem Sender CBS ausgestrahlt. Ursprünglich war geplant, mehrere Filme zu realisieren. Dazu kam es aber nicht, und so endete Walker, Texas Ranger mit einem Cliffhanger.
In Deutschland war der Film 2007 im Pay-TV auf Premiere zu sehen und wurde am 12. Juni 2009 auf ProSieben ausgestrahlt. Eine DVD erschien am 2. Januar 2007.

## Kritik
„Actionbetonter Abschluss einer langlebigen Fernsehserie (203 Episoden), der das vertraute Personenarsenal noch einmal versammelt, um sich von einigen dauerhaft zu verabschieden.“